# Байрамов Туран Ровшан-огли
Туран Ровшан-огли Байрамов (азерб. Turan Rövşən oğlu Bayramov; нар. 11 січня 2001, Гянджа) — азербайджанський борець вільного стилю, срібний та дворазовий бронзовий призер чемпіонатів Європи, чемпіон Літніх юнацьких Олімпійських ігор, учасник двох Олімпійських ігор.

## Життєпис
Туран, який перші вісім років середньої освіти провів у міській загальноосвітній школі № 39, а решту — у школі № 23, добре вчився. Мав особливу пристрасть до точних наук. Він також відвідував деякі уроки мистецтва. Займатися боротьбою почав в 11 років у спортивному товаристві «Динамо». Хоча його батько Ровшан-бей, який кілька років займався боротьбою, змалку вчив Байрамова основам цього виду спорту. Крім того, деякий час він займався айкідо. Через рік занять вступив до ДЮСШ «Просвіта». Батько хотів, щоб сина тренував Ельчин Зейналов, провідний спеціаліст школи, особистий тренер олімпійського чемпіона Тогрула Асгарова.
Вже у 14 років стає призером чемпіонату Азербайджану серед юніорів.

## Спортивні результати на міжнародних змаганнях

### Виступи на Олімпіадах
| Змагання                    | Збірна      | Вагова категорія          | Місце |
| --------------------------- | ----------- | ------------------------- | ----- |
| Літні Олімпійські ігри 2020 | Азербайджан | вільна боротьба, до 74 кг | 8     |
| Літні Олімпійські ігри 2024 | Азербайджан | вільна боротьба, до 74 кг | 13    |

### Виступи на Чемпіонатах світу
| Змагання                        | Збірна      | Вагова категорія          | Місце |
| ------------------------------- | ----------- | ------------------------- | ----- |
| Чемпіонат світу з боротьби 2021 | Азербайджан | вільна боротьба, до 70 кг | 5     |
| Чемпіонат світу з боротьби 2022 | Азербайджан | вільна боротьба, до 74 кг | 11    |
| Чемпіонат світу з боротьби 2023 | Азербайджан | вільна боротьба, до 74 кг | 5     |

### Виступи на Чемпіонатах Європи
| Змагання                         | Збірна      | Вагова категорія          | Місце  |
| -------------------------------- | ----------- | ------------------------- | ------ |
| Чемпіонат Європи з боротьби 2021 | Азербайджан | вільна боротьба, до 70 кг | Срібло |
| Чемпіонат Європи з боротьби 2022 | Азербайджан | вільна боротьба, до 74 кг | Бронза |
| Чемпіонат Європи з боротьби 2024 | Азербайджан | вільна боротьба, до 74 кг | Бронза |

### Виступи на Іграх ісламської солідарності
| Змагання                          | Збірна      | Вагова категорія          | Місце  |
| --------------------------------- | ----------- | ------------------------- | ------ |
| Ігри ісламської солідарності 2022 | Азербайджан | вільна боротьба, до 74 кг | Золото |

### Виступи на інших змаганнях
| Змагання                                                   | Збірна      | Вагова категорія          | Місце  |
| ---------------------------------------------------------- | ----------- | ------------------------- | ------ |
| Турнір Яшара Догу 2020                                     | Азербайджан | вільна боротьба, до 65 кг | Бронза |
| Гран-прі Франції Анрі Деглана 2021                         | Азербайджан | вільна боротьба, до 65 кг | Бронза |
| Київський Міжнародний турнір з боротьби 2021               | Азербайджан | вільна боротьба, до 65 кг | Бронза |
| Турнір Дана Колова — Николи Петрова 2022                   | Азербайджан | вільна боротьба, до 74 кг | Срібло |
| Меморіал Маттео Пелліконе 2022                             | Азербайджан | вільна боротьба, до 74 кг | Срібло |
| Турнір К. У. Кожомкула і Р. Санатбаєва 2023                | Азербайджан | вільна боротьба, до 74 кг | Золото |
| Меморіал Вацлава Циолковського 2023                        | Азербайджан | вільна боротьба, до 74 кг | Золото |
| Олімпійський кваліфікаційний турнір з боротьби 2024 (Баку) | Азербайджан | вільна боротьба, до 74 кг | Золото |
| Меморіал Імре Поляка та Яноша Варги 2024                   | Азербайджан | вільна боротьба, до 74 кг | 9      |

### Виступи на змаганнях молодших вікових груп
| Змагання                                       | Збірна      | Вагова категорія          | Місце  |
| ---------------------------------------------- | ----------- | ------------------------- | ------ |
| Чемпіонат світу з боротьби серед кадетів 2016  | Азербайджан | вільна боротьба, до 54 кг | 11     |
| Чемпіонат Європи з боротьби серед кадетів 2017 | Азербайджан | вільна боротьба, до 58 кг | Бронза |
| Чемпіонат світу з боротьби серед кадетів 2017  | Азербайджан | вільна боротьба, до 58 кг | Срібло |
| Чемпіонат Європи з боротьби серед кадетів 2018 | Азербайджан | вільна боротьба, до 65 кг | Золото |
| Чемпіонат світу з боротьби серед кадетів 2018  | Азербайджан | вільна боротьба, до 65 кг | Золото |
| Літні юнацькі Олімпійські ігри 2018            | Азербайджан | вільна боротьба, до 65 кг | Золото |
| Чемпіонат Європи з боротьби серед юніорів 2019 | Азербайджан | вільна боротьба, до 65 кг | Золото |
| Чемпіонат світу з боротьби серед юніорів 2019  | Азербайджан | вільна боротьба, до 65 кг | Бронза |
| Чемпіонат Європи з боротьби серед юніорів 2021 | Азербайджан | вільна боротьба, до 70 кг | Золото |
| Чемпіонат світу з боротьби серед юніорів 2021  | Азербайджан | вільна боротьба, до 74 кг | Бронза |
| Чемпіонат Європи з боротьби серед молоді 2019  | Азербайджан | вільна боротьба, до 65 кг | 11     |
| Чемпіонат світу з боротьби серед молоді 2019   | Азербайджан | вільна боротьба, до 65 кг | Золото |
| Чемпіонат світу з боротьби серед молоді 2021   | Азербайджан | вільна боротьба, до 74 кг | 7      |
| Чемпіонат Європи з боротьби серед молоді 2023  | Азербайджан | вільна боротьба, до 74 кг | Золото |